# Léon Jongen
Léon Jongen (Lieja (Valonia), 2 de març, 1884 - Brussel·les, 18 de novembre, 1969), va ser un compositor, pianista, director d'orquestra i professor belga. És germà del també compositor Joseph Jongen.

## Biografia
Després d'estudiar al Conservatori Reial de Lieja, va guanyar el primer Gran Prix de Rome a Bèlgica amb la seva cantata Les fiancés de Noël (1913), després va ocupar els càrrecs de director i cap de l'Òpera Francesa de Hanoi i director del Conservatori Reial de Brussel·les. Succeí al seu germà Joseph Jongen a l'orgue de l'església de Saint-Jacques de Lieja.
Va fer nombrosos viatges a Àsia (Xina, Indoxina, Japó) i al Marroc. Instal·lat a Tonkin, va ser nomenat director musical i primer director de l'Òpera francesa de Hanoi. Nomenat professor de fuga al Conservatori de Brussel·les al seu retorn a Bèlgica l'any 1934, va succeir al seu germà com a director d'aquest establiment de 1939 a 1949. També va ser rector de la capella de la Reina Isabel (1956).

## Llistat d'obres
És autor de nombroses obres líriques i instrumentals. El seu concert per a violí va ser l'obra obligatòria del Concurs Internacional de Musica Reina Elisabeth de Bèlgica el 1963.
- Geneviève de Brabant - per a sol, cor masculí i orquestra (1907)
- Étude symphonique pour servir de prélude à l'Œdipe Roi (1908)
- Les fiancés de Noël - per a sol, cor i orquestra (1913)
- Le rêve d'une nuit de Noël - per a cors i orquestra masculins i infantils (1917)
- Quatuor - per a 2 violins, viola i violoncel (1919) - edició produïda per Adrien Tsilogiannis
- Thomas l'Agnelet, gentilhomme de fortune - per a sol, cor i orquestra (1922)
- In Memoriam Regis - per a orgue (1934)
- Malaisie - per a orquestra (1935)
- Venezuela - per a orquestra de cambra(1936)
- Trilogie de psaumes - per a cor amb 4 veus mixtes, orquestra i orgue (1937)
- Trio - per a oboè, clarinet i fagot (1937)
- Tempo di Mazurka - per a violoncel i piano (1937)
- Rapsodia Belgica - per a violí i orquestra (1948)
- Humoresque - per a oboè i piano (1952)
- Pastorale et gigue - per a clarinet i piano (o viola i piano) (1955)
- Le masque de la mort rouge - per a orquestra (1956)
- Concerto - per a violí (1963)